# Géza Lukachich von Somorja
Géza Lukachich von Somorja (Košice, 29 marzo 1865 – Budapest, 25 dicembre 1943) è stato un generale austro-ungarico, distintosi durante la prima guerra mondiale combattendo dapprima sul fronte serbo e poi su quello italiano. Distintosi sul fronte dell'Isonzo come comandante di Brigata, e poi di Divisione, operò con successo nel settore del Monte San Gabriele, raggiungendo successivamente il grado di Feldmarschallleutnant. Decorato con la Croce di Cavaliere dell'Ordine militare di Maria Teresa.

## Biografia

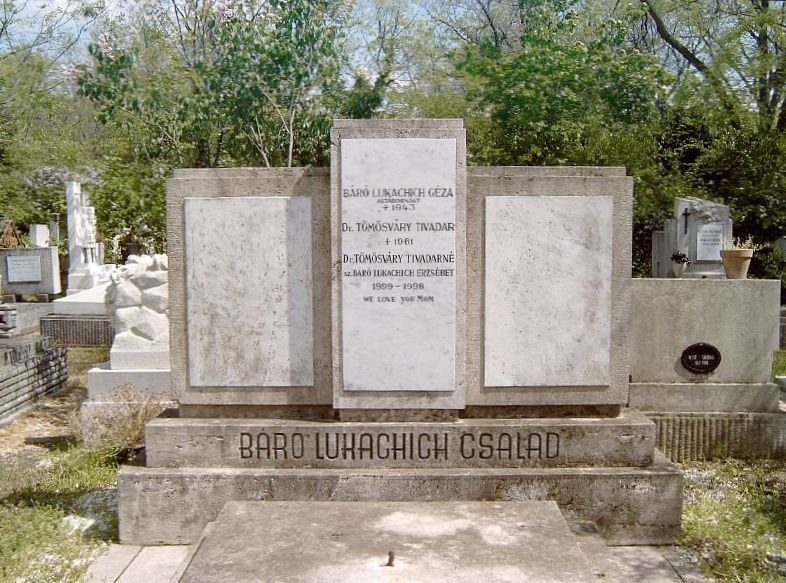
La tomba del generale Géza Lukachich von Somorja sita nel cimitero di Budapest.

Nacque a Kassa, Ungheria, il 29 marzo 1865 da una famiglia di origine croata. Frequentò la Scuola Cadetti di Temešvár brevettandosi nel 1883, per essere assegnato al 62º Reggimento di fanteria dell'Imperial regio Esercito austro-ungarico. La sua carriera si svolse di reggimento in reggimento, servendo brevemente presso lo Stato Maggiore e diventando docente all'Accademia Militare di Wiener Neustadt. Lavorò anche come Capo dipartimento presso il Ministero della Honvéd e Capo di stato maggiore del 1º Distretto Militare di Budapest, venendo promosso oberst il 20 luglio 1911. Nel dicembre dello stesso anno assunse il comando del 38º Reggimento di fanteria "Alfonso XIII Re di Spagna" di stanza presso la capitale ungherese.
Lo scoppio della prima guerra mondiale, nell'agosto 1914, lo trovò ancora comandante del 38º Reggimento, ma il 1º settembre dello stesso anno assunse il comando della 1ª Brigata da montagna, succedendo al generale Guido Novak von Arienti. Al comando di tale unità si distinse durante la campagna di Serbia, in particolare a a Jagodnja (mese di settembre) e Brajkovici (mese di novembre) venendo insignito, per queste azioni, del titolo di Cavaliere dell'Ordine militare di Maria Teresa. Il 10 marzo 1915 venne promosso al grado di generalmajor. Dopo l'entrata in guerra dell'Regno d'Italia, il 24 maggio 1915, operò sul fronte giulio, combattendo nelle prime sette battaglie dell'Isonzo (Monte San Michele) dove esiste una caverna che ne porta il suo nome. A partire dalla metà del 1916 assunse il comando della 20ª Divisione della Honvéd operante sul fronte orientale, sostituendo il generale Paul Edler von Nagy. Dopo nove mesi (settembre 1916-agosto 1917) passati a combattere contro i russi ritornò sul fronte dell'Isonzo, dove operò con successo nel settore del Monte San Gabriele contro gli assalti delle truppe italiane. Partecipò all'offensiva che portò alla rotta di Caporetto, ma nel febbraio 1918 cedette il comando dell'unità al generale Viktor von Mouillard, per assumere il comando delle guarnigioni militari di sicurezza presenti sul territorio dell'Ungheria, della Croazia e della Slavonia. Il 9 marzo dello stesso anno fu promosso al rango di feldmarschallleutnant, e nel corso di quell'anno fu elevato al titolo di barone (Freiherr), aggiungendo al suo cognome il predicato nobiliare von Somorja. Nell'ottobre 1918 fu nominato comandante militare della guarnigione di Budapest, e passò gli ultimi mesi di guerra cercando di mantenere il controllo delle truppe, fortemente infiltrate dalla propaganda comunista contraria al proseguimento del conflitto. Il 1º novembre nel paese scoppiò la rivoluzione comunista guidata da Béla Kun. Egli informò l'Arciduca Giuseppe Augusto d'Asburgo-Lorena, massima autorità civile e militare presente nel paese, che era impossibile inviare le truppe al suo comando per le strade a reprimere i moti rivoluzionari, in quanto erano assolutamente inaffidabili. La proclamazione ufficiale della Repubblica Democratica di Ungheria avvenne il 16 novembre, e ne divenne presidente Mihály Károlyi.
Si spense a Budapest il 25 dicembre 1943.

## Pubblicazioni
- A Doberdò védelme az Elso Isonzói csátaban, Athenaeum, Budapest, 1918.

## Onorificenze
(Lista parziale)

### Annotazioni
1. ↑  Tale operazione era stata designata Kriegsfall B, per Balcani.
2. ↑  Si trattava dell'unità più prestigiosa dell'esercito ungherese, che esisteva già da prima dello scoppio della guerra, con Quartier generale a Oradea. L'unità combatté durante tutto il conflitto, distinguendosi in Serbia, sul Fronte orientale e in Italia.
3. ↑  Per la brillante difesa del San Gabriele fu decorato con la Medaglia d'onore al valor militare in oro.
4. ↑  Predicato derivato da una città ungherese che ospitava uno dei più grandi campi di prigionia dell'Impero austro-ungarico.

### Fonti
1. 1 2  Lucas 1973, p. 55.
2. 1 2  Jung 2003, p. 4.
3. ↑  Lucas 1973, p. 27.
4. ↑  Lucas 1973, p. 102.
5. ↑  Jung 2003, p. 5.
6. ↑  Jung 2003, p. 10.
7. ↑  Jung 2003, p. 12.
8. ↑  Silvestri 2001, p. 275.
9. 1 2  Jordan 2008, p. 301.
10. ↑  Silvestri 2001, p. 276.
11. 1 2  Cavaciocchi, Ungari 2014, p. 324.